# Kim Seoung-il
Pour les articles homonymes, voir Kim.
Kim Seoung-il est un patineur de vitesse sur piste courte sud-coréen né le 19 décembre 1990 à Daegu. Il a remporté la médaille d'argent du relais masculin aux Jeux olympiques d'hiver de 2010, à Vancouver.